# Adolf Bernhard Cramer
Adolf Bernhard Cramer (* 28. März 1706 in Herford, Westfalen; † 1. Dezemberjul. / 12. Dezember 1734greg. in Sankt Petersburg) war ein deutscher Historiker, dessen Wirkungsstätte Sankt Petersburg war.

## Leben
Cramer kam 1725 zusammen mit Christian Martini nach Sankt Petersburg, wo er zunächst Student und Lehrer und ab 1732 Adjunkt der Kaiserlichen Akademie der Wissenschaften war. Zugleich wurde er Mitglied der Akademie. Er unterstützte den ebenfalls aus Herford stammenden Gerhard Friedrich Müller bei der Herausgabe von dessen Sammlung rußischer Geschichte.
Cramer veröffentlichte mehrere Arbeiten zur Geschichte Russlands und der Ostseeregion und leitete die Druckerei der Kaiserlichen Akademie. Außerdem leistete er einen wichtigen Beitrag bei der Gründung und Entwicklung der deutschsprachigen St. Petersburgischen Zeitung. Er wurde nur 28 Jahre alt.

## Anmerkung
1. ↑  In einigen Quellen auch Kramer.

| Personendaten    | Personendaten                      |
| ---------------- | ---------------------------------- |
| NAME             | Cramer, Adolf Bernhard             |
| ALTERNATIVNAMEN  | Крамер, Адольф Бернгард (russisch) |
| KURZBESCHREIBUNG | russlanddeutscher Historiker       |
| GEBURTSDATUM     | 28. März 1706                      |
| GEBURTSORT       | Herford, Westfalen                 |
| STERBEDATUM      | 12. Dezember 1734                  |
| STERBEORT        | Sankt Petersburg                   |